# William Read Woodfield
William Read Woodfield est un scénariste et producteur américain né le 21 janvier 1928 à San Francisco, Californie (États-Unis), décédé le 24 novembre 2001 à Los Angeles (Californie).

## Filmographie

### comme scénariste
- 1973 : Shaft (série TV)
- 1960 : Magie noire
- 1968 : Mission Impossible Versus the Mob
- 1970 : San Francisco International (TV)
- 1971 : Earth II (TV)
- 1975 : Le Triangle du diable (Satan's Triangle) (TV)
- 1989 : Il y a un truc! (Columbo: Columbo Goes to the Guillotine) (TV)
- 1990 : Tout finit par se savoir (Columbo: Columbo Cries Wolf) (TV)
- 1991 : Jeux d'ombre (Columbo: Columbo and the Murder of a Rock Star) (TV)
- 1993 : A Twist of the Knife (TV)
- 1993 : The Return of Ironside (TV)

### comme producteur
- 1970 : San Francisco International (TV)
- 1971 : Earth II (TV)